# Christian Solinas
Christian Solinas (né le 2 décembre 1976 à Cagliari) est un homme politique italien, secrétaire du Parti sarde d'action depuis 2015, président de Sardaigne de 2019 à 2024 et sénateur de 2018 à 2019.

## Biographie
Indépendantiste sarde proche de la Ligue, il est une personnalité controversée. Il est impliqué dans deux enquêtes préliminaires pour abus de pouvoir et pour corruption, et a vu ses biens, ainsi que ceux de six autres suspects, être saisis pour une valeur globale de 350.000 euros, et est surtout très critiqué pour avoir laissé à l’abandon les infrastructures de transport et les services de santé de l'ile.